# Anestésico tópico
Un anestésico tópico es un anestésico local que se utiliza para adormecer la superficie de una parte del cuerpo. Se pueden usar para adormecer cualquier área de la piel, así como la parte frontal del globo ocular, el interior de la nariz, el oído o la garganta, el ano y el área genital. Los anestésicos tópicos están disponibles en cremas, pomadas, aerosoles, lociones y jaleas. Los ejemplos incluyen benzocaína, butambeno, dibucaína, lidocaína, oxibuprocaína, pramoxina, proparacaína, proxymetacaína y tetracaína (también llamada ametocaína).

## Uso
Los anestésicos tópicos se usan para aliviar el dolor y la picazón causados por afecciones como quemaduras solares u otras quemaduras leves, picaduras de insectos o hiedra venenosa, roble venenoso, zumaque venenoso y pequeños cortes y rasguños.
Los anestésicos tópicos se usan en oftalmología y optometría para adormecer la superficie del ojo (las capas más externas de la córnea y la conjuntiva) para: 
- Realizar una tonometría de contacto / aplanamiento .
- Realizar una prueba de Schirmer (la prueba de Schirmer a veces se usa con un anestésico ocular tópico, a veces sin ella. El uso de un anestésico tópico podría impedir la confiabilidad de la prueba de Schirmer y debe evitarse si es posible).
- Retirar pequeños objetos extraños de la capa superior de la córnea o conjuntiva. Cuanto más profundo y más grande es un objeto extraño que se debe extraer, se encuentra dentro de la córnea y cuanto más complicado es extraerlo, más gotas de anestésico tópico son necesarias antes de la extracción del objeto extraño para adormecer la superficie del ojo. suficiente intensidad y duración.

En odontología, los anestésicos tópicos se usan para adormecer el tejido oral antes de administrar un anestésico local dental debido a la entrada de la aguja en los tejidos blandos de la cavidad oral.
Algunos anestésicos tópicos (p  ej. Oxibuprocaína) también se usan en otorrinolaringología. 
Los anestésicos tópicos ahora se usan comúnmente en el alivio temporal de la eyaculación precoz cuando se aplican al glande (cabeza) del pene. La benzocaína o la lidocaína se usan generalmente para este propósito, ya que están disponibles como medicamentos de venta libre. 

## Duración de tópico
La duración de la anestesia tópica puede depender del tipo y la cantidad aplicada, pero generalmente es de aproximadamente media hora.

## Abuso cuando se usa para aliviar el dolor ocular
Cuando se usan en exceso, los anestésicos tópicos pueden causar daños graves e irreversibles a los tejidos corneales e incluso la pérdida del ojo. El abuso de anestésicos tópicos a menudo crea desafíos para el diagnóstico correcto, ya que es una entidad relativamente poco común que inicialmente puede presentarse como una queratitis crónica, disfrazada de queratitis por acanthamoeba u otra queratitis infecciosa. Cuando una queratitis no responde al tratamiento y se asocia con un fuerte dolor ocular, se debe considerar el abuso anestésico tópico, y se ha implicado un historial de trastornos psiquiátricos y otro abuso de sustancias como factores importantes en el diagnóstico. Debido a la posibilidad de abuso, se ha advertido a los médicos sobre la posibilidad de robo y se les ha aconsejado no recetar anestésicos tópicos con fines terapéuticos. 
Algunos pacientes que sufren dolor ocular, que a menudo es un dolor neuropático considerablemente fuerte causado por la irritación de los nervios dentro de la córnea y / o la conjuntiva, intentan obtener ilegalmente oxibuprocaína u otros anestésicos oculares (por ejemplo, robándolos en su oftalmólogo u optometrista), falsificando recetas médicas o intentando pedirlo a través de una farmacia en línea) y usar la sustancia para adormecer su dolor ocular, que a menudo termina con daño corneal irreversible o incluso destrucción (que es un círculo vicioso y causa más dolor). A menudo, tales pacientes finalmente requieren trasplante de córnea. 
En caso de dolor ocular prolongado o crónico, especialmente dolor neuropático ocular, es muy recomendable utilizar sustancias de acción central como anticonvulsivos (pregabalina, gabapentina y, en casos más graves, carbamazepina) o antidepresivos (por ejemplo, ISRS o el antidepresivo tricíclico amitriptilina). Incluso cantidades muy pequeñas de un anticonvulsivo y/o un antidepresivo pueden detener casi por completo el dolor ocular y no dañan el ojo en absoluto. 